# 盛斌 (经济学家)
盛斌，南开大学教授、中国教育部长江学者特聘教授，现任南开大学研究生院副院长、中国APEC研究院院长，主要从事世界经济、国际贸易与国际政治经济学研究。

## 社会兼职
- 中国世界经济学会常务理事
- 中国全国高校国际贸易学科协作组副秘书长
- 中国全国美国经济学会副秘书长

## 学术成果
- 专著《中国对外贸易政策的政治经济分析》（上海人民出版社/上海三联书店，2002年）